# Сараї
Сара́ї (рос. Сараи) — село у складі Павловського району Алтайського краю, Росія. Входить до складу Стуковської сільської ради.

## Населення
Населення — 405 осіб (2010; 470 у 2002).
Національний склад (станом на 2002 рік):
- росіяни — 92 %